# Ногајци
Ногајци су туркијски народ, који данас претежно живи у Турској и Русији, највише у Дагестану (38.168) у којем чини 1,4% становништва, Ставропољском крају (20.680) и Карачајево-Черкезији (14.873). Ногајци су већином исламске вероисповести, а говоре ногајским језиком, који спада у туркијску групу алтајске породице језика. 
Ногајци су потомци туркијских и монголских племена која су створила чувену Ногајску хорду.
Укупно их има око 180.000 (у Русији 91.000 и Турској 90.000).

## Галерија
- Ногајски рејон [] у Карачајево-Черкезији